# Festuca petraea
Festuca petraea — вид трав'янистих рослин з родини тонконогові (Poaceae), ендемік Азорських островів.

## Опис
Багаторічна рослина, росте в пучках. Стебла 30–60 см завдовжки. Листові пластини жорсткі, ниткоподібні, шириною 0.6–0.8 мм; поверхня запушена, волохата зверху. Суцвіття — відкрита довгаста щільна волоть, 3–8 см завдовжки. Колосочки одиничні. Родючі колосочки мають стебельце й зі зменшеними квіточками на вершині. Колосочки довгасті, з боків стиснуті, 4–7 мм завдовжки, розпадаються в зрілості нижче кожної родючої квіточки.

## Поширення
Ендемік Азорських островів (острови Корву, Фаял, Флорес, Грасіоза, Сан-Мігель, Терсейра, Піку).